# Helmer Smith
Helmer Smith (født 26. april 1882, død 9. januar 1956) var en svensk indolog.
Smith studerede 1900—04 i Upsala, hvor han tog kandidateksamen i sanskrit, latin, græsk, samt slaviske og nordiske sprog, fortsatte derefter sine studier i Berlin 1905—06 under Pischel og Geldner og tog licentiateksamen i Upsala 1908. 
Med gentagne stipendier af den Bergstedtske Fond tog han 1909—10 atter på studierejse til Berlin, og kom derefter til København, hvor han i ca 10 år fortsatte studiet af sanskrit, pali, iraniske sprog, arabisk, singhalesisk osv., og især fordybede sig i bibliotekernes palmebladshåndskrifter. 
Efter at være blevet kendt med V. Trenckners efterladte Pali-manuskripter, helligede han sig mere og mere til studiet af Pali, og trods et tilbud om ansættelse i London, for at overtage bearbejdelsen af det engelske Pali Text Societys leksikon, foretrak han at blive i København og deltage i fortsættelsen af Trenckners leksikon, der var planlagt til udgivelse af Videnskabernes Selskab. 
Ved sit indgående kendskab til Pali-håndskrifterne og sin skarpe kritiske begavelse indtog han utvivlsomt førstepladsen blandt sin tids Pali-forskere. 1921 blev han docent i indologi ved Lunds Universitet. 1927 blev han æresdoktor sammesteds. 1936-47 var han professor ved Uppsala Universitet i sanskrit og sammenlignende indoeuropæisk sprogforskning.
Han foretog gentagne gange studierejser til Paris for håndskriftundersøgelser, hvor han samtidig havde lejlighed til at studere flere ny-indiske sprog (tamulisk, hindi, bengali). I flere år gjorde han omfattende forarbejder til sin udgave af det store og højst vigtige Paligrammatiske værk Saddaniti. 